# Karim Benamrouche
Karim Benamrouche, né le 26 janvier 1962, est un céiste français de descente.

## Carrière
Aux Championnats du monde de descente 1985 à Garmisch-Partenkirchen, il remporte la médaille d'or en C-1 classique par équipe avec Gilles Zok et Jean-Luc Bataille. Il est médaillé d'argent en C-1 classique par équipe avec Gilles Zok et Jean-Luc Bataille aux Championnats du monde de descente 1987 à Bourg-Saint-Maurice. Aux Championnats du monde de descente 1989 à Savage River, il remporte la médaille d'or en C-1 classique par équipe avec Pascal Halko et Jean-Luc Bataille.